# Isola di Boracay
Boracay (pronuncia: Boràcai) è un'isola delle Filippine situata all'estremità settentrionale dell'isola di Panay, nella provincia di Aklan che ha per capoluogo Kalibo, nella Visayas Occidentale. Si affaccia a est sul Mar di Sibuyan e a ovest sul Mare di Sulu. Boracay ha una superficie di circa 10 chilometri quadrati, un'elevazione massima di 100 metri ed era abitata, nel 2010, da poco meno di 30 000 abitanti.
L'isola è amministrativamente parte della Municipalità di Malay e ne ospita 3 Baranggay: Balabag, Manoc-Manoc e Yapak.

## Morfologia
Boracay è un'appendice della grande isola di Panay da cui è separata da uno stretto tratto di mare e alla quale è collegata da un regolare servizio di piccoli traghetti e ferry che fanno servizio dal Caticlan Jetty Port all'isola.
L'isola ha una forma circa rettangolare con il lato più lungo disposto sull'asse nord-nord-ovest - sud-sud-est per una lunghezza di circa 10 chilometri e una larghezza di circa 3 chilometri nel punto più largo nella zona settentrionale: gran parte del lato occidentale è occupata da una lunga spiaggia bianca che ospita un grandissimo numero di hotel e alberghi che fanno dell'isola di Boracay una delle più importanti mete turistiche delle Filippine; il versante nord è caratterizzato da una spiaggia di sabbia di conchiglie chiamata Puka Shell Beach mentre parte del lato est è occupato dalla spiaggia di Bulabog.
Il punto più alto si incontra a circa metà dell'isola, dove una altura di circa 100 metri di altezza e a picco sul mare guarda a est sul Mare di Sibuyan.
L'isola di Boracay, similmente alle altre isole presenti nell'arcipelago delle Filippine e a quella latitudini, è ricoperta di vegetazione tropicale tipica di quei climi: palme da cocco, pittospori, alstonie, Canarium ovatum per citare alcune delle piante più comuni. Tuttavia il grande successo che l'isola di Boracay ha ottenuto sul fronte del turismo internazionale sta minacciando l'originale ecosistema dell'isola che appare fortemente urbanizzata sia sulle coste che nell'entroterra, con la continua nascita di nuovi resort e la conseguente parziale deforestazione del luogo.

## Lo sviluppo del turismo
Il turismo sull'isola di Boracay vive dall'anno 2001 un grande sviluppo: la presenza di turisti stranieri è passata dai 76 000 del 2001 ai quasi 280 000 del 2011, mentre il numero di presenze di turisti filippini è passato da 188 000 a 470 000; fra gli stranieri dominano i coreani, seguiti dai cittadini di Taiwan e dai cinesi. I periodi di massima affluenza di turisti stranieri sono i mesi di agosto, di febbraio e di luglio.
La parte più frequentata e nota dell'isola, oltre ad essere la più sviluppata in termini di strutture ricettive, è il lato ovest, occupato in gran parte dalla famosa White beach (la spiaggia bianca) sulla quale si affacciano direttamente decine di piccoli e grandi alberghi, bar, ristoranti e locali notturni spesso aperti giorno e notte. La lunga spiaggia è suddivisa in tre zone chiamate Station 1, Station 2 e Station 3 che accolgono la gran parte delle strutture alberghiere e dei locali per turisti, ma che sono anche le zone più popolari e meno lussuose dell'isola. I grandi alberghi internazionali sono raccolti nella parte più a nord, più isolati e spesso dotati di spiagge private.
L'isola è servita da due aeroporti: il più vicino è l'Aeroporto di Caticlan e si trova nel territorio della municipalità di Malay; l'aeroporto di Kalibo, invece, si trova a circa 70 chilometri dall'isola ed è collegato a Boracay da regolari servizi di pullman.

## Fauna
L'isola di Boracay, similmente a molte altre delle Filippine, ospita varie specie di animali endemici di quell'arcipelago: di particolare interesse alcune specie di pipistrelli, fra i quali il pipistrello della frutta dal muso corto di Peters (Cynopterus luzoniensis), il rossetto di Geoffroy (Rousettus amplexicaudatus), il pipistrello della frutta dalla lingua lunga minore (Macroglossus minimus), il pipistrello della frutta muschiato maggiore (Ptenochirus jagori).